# Boëge

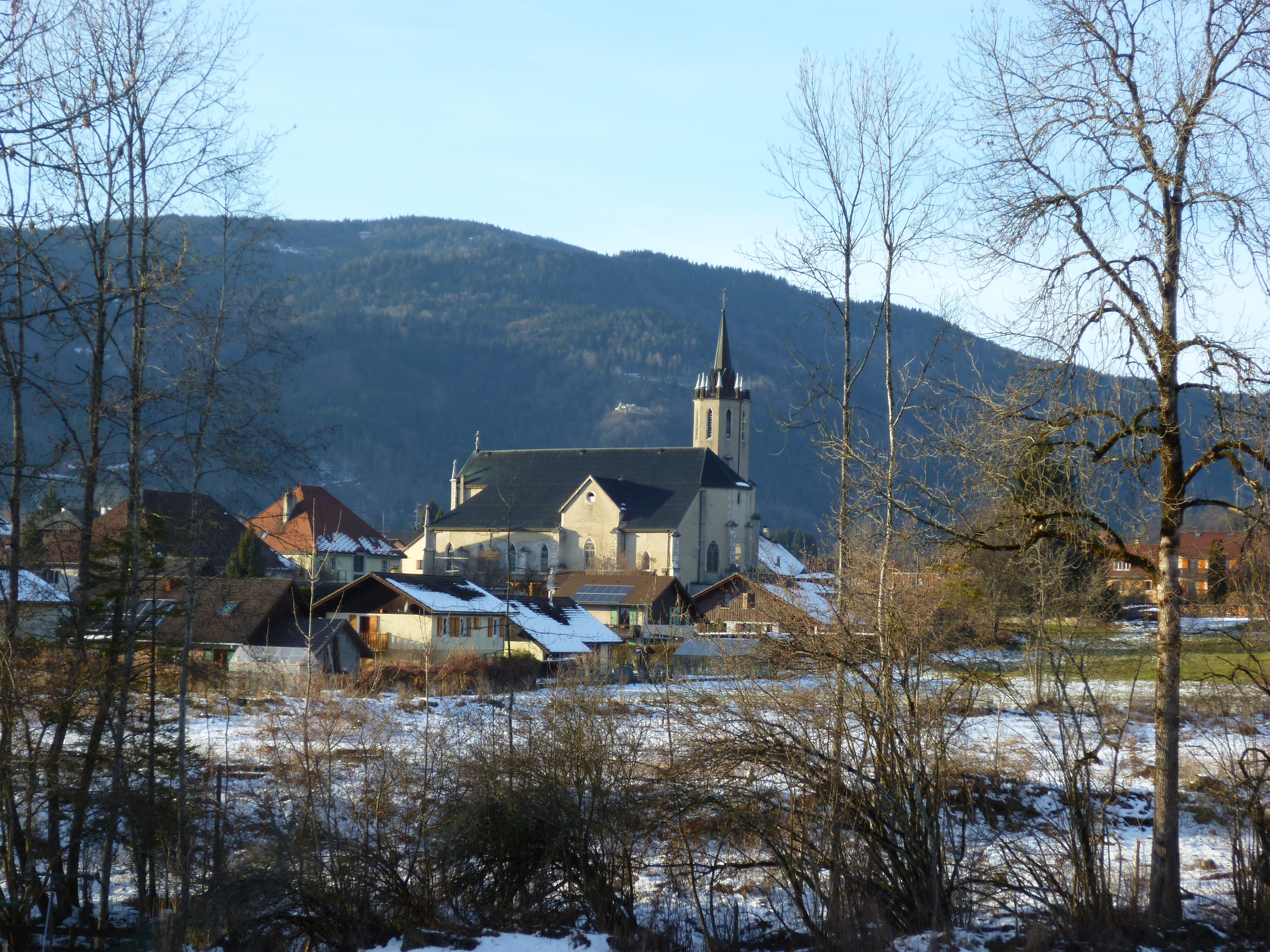
Neogotycki Kościół św. Maurycego z 1858 roku, 2011

Boëge – miejscowość i gmina we Francji, w regionie Owernia-Rodan-Alpy, w departamencie Górna Sabaudia.
Według danych na rok 1990 gminę zamieszkiwało 1267 osób, a gęstość zaludnienia wynosiła 79 osób/km² (wśród 2880 gmin regionu Rodan-Alpy Boëge plasuje się na 657. miejscu pod względem liczby ludności, natomiast pod względem powierzchni na miejscu 711.).